# Peperomia metcalfii
Peperomia metcalfii är en pepparväxtart som beskrevs av Trel. & Yunck.. Peperomia metcalfii ingår i släktet peperomior, och familjen pepparväxter. Inga underarter finns listade i Catalogue of Life.